# フエゴ・アルディエンテ
『フエゴ・アルディエンテ』（スペイン語: Fuego ardiente）は、メキシコのテレビドラマ。ラス・エストレージャスで2021年2月8日に初公開された。

## 登場人物
アレクサ・ガンバ
演 - マリアナ・トーレス
アイリーン・フェレル
演 - クラウディア・ラミレス
ガブリエル・モンテマヨール
演 - カルロス・フェッロ
フェルナンド・アルコセル
演 - ホセ・マリア・デ・タヴィラ
マルティナ・フェレル
演 - クラウディア・マルティン
ホアキン・フェレル
演 - クノ・ベッカー